# Makar (Literatur)

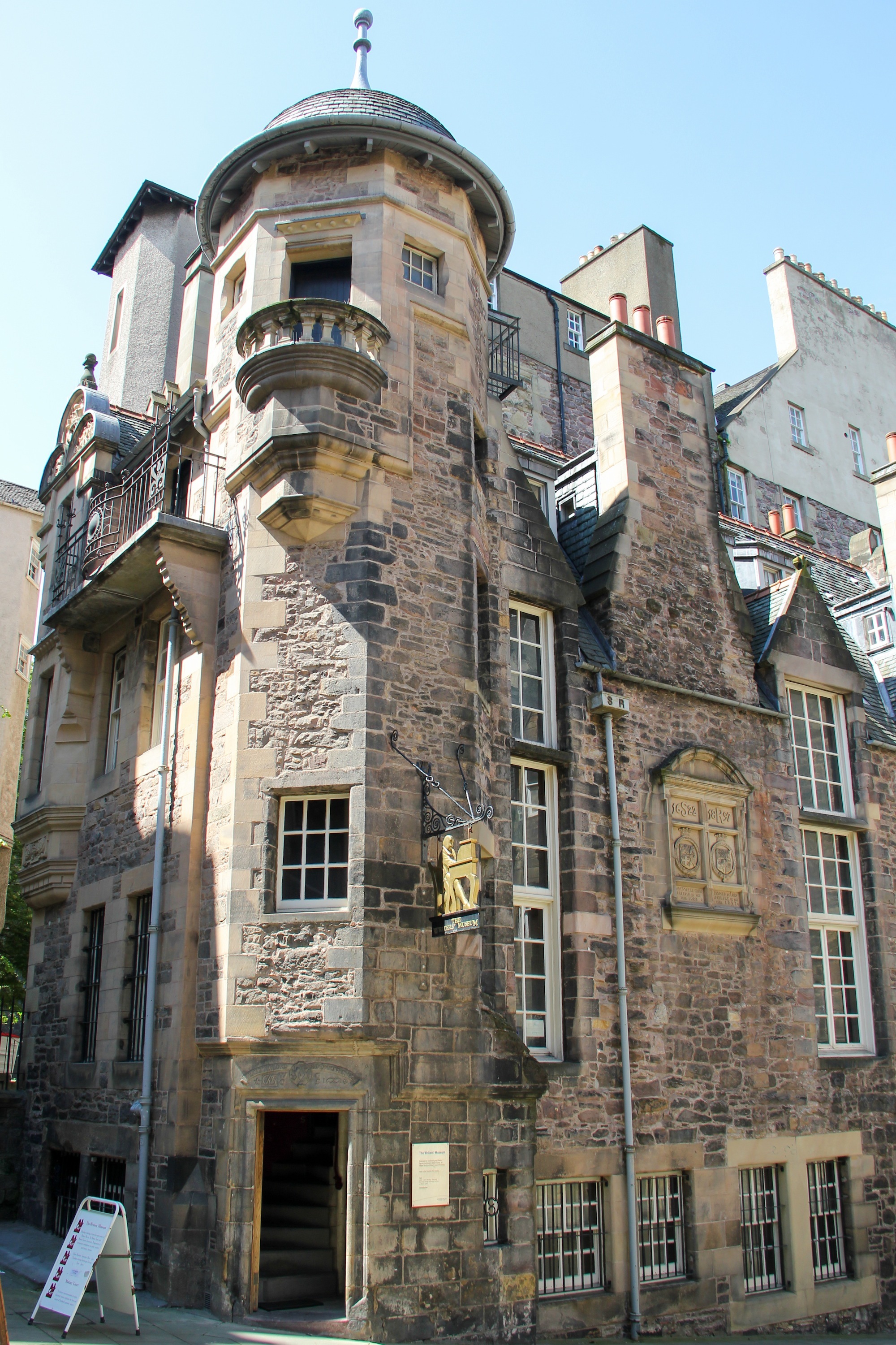
Makar´s Court am Scottish Writers Museum, Edinburgh

Makar ist eine schottische literarische Bezeichnung für Dichter besonders in der Renaissance (15. und 16. Jahrhundert). Zentrale Dichter, die dazu zählen, sind William Dunbar, Bischof Gavin Douglas, Robert Henryson und König Jakob I. sowie Richard Holland, Blind Hary, Walter Kennedy. Sie schrieben in Mittel-Schottisch und sind von Geoffrey Chaucer beeinflusst (deshalb auch Scottish Chaucerians genannt), der im Mittelalter Mittel-Englisch als Schriftsprache etablierte.
Sie nahmen antike Stoffe und übersetzten teilweise Werke antiker Dichtkunst (Henryson Aesop, Douglas die Aeneis) und erneuerten die Sprache und Dichtkunst durch Einflüsse aus Frankreich, Italien und dem Lateinischen. Die Sprache reicht aber von höfischer, dem Englischen angepasster und latinisierter Form (Aureate English) zu Volksdialekt mit Zoten und Vulgärsprache. Die Themen reichen von kunstvollen Allegorien, grotesker Komik mit keltischem (gälischen) Einschlag, Schmähgedichten (Flyting in der Form des Austauschs von gegenseitigen Schmähungen durch zwei Konkurrenten) bis zu Satiren mit sehr realistischem Einschlag. Ein Zentrum dieser schottischen Renaissance war der Hof von Jakob IV.
Spätere Makar aus dem 16. Jahrhundert sind David Lyndsay, Jakob VI., Alexander Montgomerie und Alexander Scott.
Das Wort Makar (schottisch für „Dichter“ oder „Barde“) hat die gleiche Wortwurzel wie Maker im Englischen (deutsch „Macher“) und wird auch so häufig geschrieben. Der Plural ist Makaris oder Makeris.
Der temporäre Posten eines Stadtdichters in Schottland wird in Städten wie Edinburgh als Makar bezeichnet. Der offizielle Titel des Poet Laureate von Schottland, der seit 2004 besteht, wird als Scots Makar bezeichnet. Erster so Ausgezeichneter war Edwin Morgan.